# Fédération canadienne des associations de bibliothèques
 (mars 2020).
La Fédération canadienne des associations de bibliothèques (FCAB-CFLA) regroupe l'ensemble des associations, groupes ou sociétés de bibliothèques et de bibliothécaires du pays. Elle se présente comme le porte-parole unifié de la communauté des bibliothèques canadiennes. Elle a été fondée en 2016 en tant que société non sollicitée selon la loi canadienne sur les organisations à but non lucratif.

## Mission et objectifs
Fondée en 2016, la FCAB a pour mission de se présenter comme la voix unifiée des bibliothèques du Canada. Elle a comme objectifs d'aider à développer les politiques publiques fédérales et accroître l'influence, l'excellence et la visibilité des bibliothèques canadiennes.

## Membres
Les membres de la fédération sont principalement des associations, de groupes ou de sociétés de bibliothèques et de bibliothécaires canadiens :
- Administrator of Medium-Sized Public Libraries of Ontario (AMPLO)
- Association des bibliothèques publiques du Québec (ABPQ)
- Association des bibliothécaires du Québec (ABQLA)
- Association of British Columbia Public Library Directors
- The Atlantic Provinces Library Association (APLA)
- British Columbia Library Association
- British Columbia Library Trustees Association (BCLTA)
- Canadian Association of Law Libraries (CALL)
- Association canadienne des bibliothèques en enseignement supérieur (CAPAL-ACBES)
- Association des bibliothèques de recherche du Canada (CARL-ABRC)
- Conseil canadien des archives
- Canadian School Libraries (CSL)
- Conseil des bibliothèques urbaines du Canada (CULC-CBUC)
- Ex Libris Association
- Federation of Ontario Public Libraries (FOPL)
- Library Association of Alberta (LAA)
- Manitoba Library Association (MLA)
- Nunavut Library Association (NLA)
- Newfoundland and Labrador Library Association (NLLA)
- Nova Scotia Library Association (NSLA)
- Northwest Territories Library Association (NWTLA)
- Ontario Library Association (OLA)
- Saskatchewan Library Association (SLA)
- Yukon Library Association (YLA)

## Programmes et comités

### Comité des questions autochtones
Le Comité des questions autochtones travaille avec les Autochtones du Canada (Premières Nations, Métis et Inuits) aux questions concernant les bibliothèques, les archives et les institutions de mémoire culturelle canadiennes. Parmi ses objectifs, on retrouve le soutien aux initiatives provenant de tous types de bibliothèques en lien avec la réconciliation et qui se base sur les directives énoncées par le rapport de la Commission de vérité et de réconciliation,. Le comité surveille également le progrès accompli en ce qui a trait aux questions autochtones et fait la promotion de celles-ci à l'échelle des bibliothèques, des archives et des institutions de mémoire culturelle du Canada. Le comité est organisé selon une version adaptée (sous la guidance des aînés et des enseignants traditionnels) de la roue médecine, permettant d'encadrer et rendre accessible les visions autochtones du monde.

### Autres comités
La FCAB-CFLA comporte également les comités suivants : comité sur le droit d'auteur, comité sur la liberté intellectuelle, comité sur les normes relatives au catalogage et aux métadonnées, comité chargé d'enquête sur les contestations sur la liberté intellectuelle.

### Prix W. Kaye Lamb pour service aux aînés
Une année sur deux, la Fédération canadienne des associations de bibliothèques s'associe à l'association Ex-Libris pour décerner un prix à la bibliothèque se démarquant par la qualité de ses services offerts aux personnes aînées. Les institutions participantes doivent offrir un service permanent, un programme ou une procédure bénéfique pour les aînés et/ou une conception et une organisation d’édifices ou d’installations qui améliorent l’accès et encouragent l’utilisation par les aînés. Le prix est accompagné d'une bourse de 500$. Parmi les derniers récipiendaires, on retrouve notamment la bibliothèque publique d'Ajax et la bibliothèque publique de Calgary. Ce prix est décerné en l’honneur de William Kaye Lamb (1904 – 1999), le premier bibliothécaire national du Canada.